# Darío Iglesias
Darío Iglesias (Montevideo, 1975) es un compositor, cantante, guitarrista y pianista uruguayo.

## Biografía

### Comienzos
En 1992 inició estudios de guitarra y piano en el TUMP (institución en la que es docente desde 2003). A partir de 1993, integró diversos grupos, casi siempre como tecladista. En 1997, grabó demos de sus primeras canciones, y en 1998 ingresó a la Escuela Universitaria de Música donde realizó estudios de piano. Ese mismo año cursó estudios de armonía y composición con el maestro Esteban Klísich. En 1999, realizó su primer recital con temas de su autoría, y continúa presentándose en diferentes escenarios de Montevideo junto a los músicos Sebastián Pereira, Roberto Heredia y Daniel Rosa.

### Espejismos
En 2001 comenzó a grabar "Espejismos", su primer fonograma. Este disco, que fue editado en 2002 por el sello Ayuí / Tacuabé está integrado por 13 canciones de su autoría, entre las que se destacan "Espejismos", "Pequeño derrotero sentimental", "Cosas que pasan" y "Por los dos".
"(...) muestra una pisada muy firme para una opera prima de un músico joven. Tiene una voz a un tiempo aterciopelada y metálica, muy sonora y flexible, con algo de James Taylor en el timbre y el manejo. Sus melodías se arriesgan por asimetrías y sinuosidades rigurosamente balanceadas para sacarlas de lo común sin que dejen de ser melodiosas y buenos vehículos para los juegos expresivos del canto. Los textos abundan en detalles y hallazgos interesantes, revelando un gusto por la elaboración formal..."
Luego de la edición de "Espejismos" se presentó en vivo en varias oportunidades compartiendo escenario con artistas del medio montevideano en recitales propios y colectivos, destacándose el ciclo "Solistas en Banda" en 2003 y 2004 junto a Gastón Rodríguez, Alejandro Ferradás y Walter Bordoni. Con este último compone el tango "Comarca otaria" que forma parte del disco en vivo "Alter" (Ayuí/Tacuabé, 2005) de dicho artista.
También en 2005 participó en la grabación del disco El ángel azul  (Ayuí/Tacuabé, 2005) de Eduardo Darnauchans, tocando armónica en los temas "Granito de arroz", "Canción de Robinson Crusoe" y "En Tacuarembó si te parece".

### Souvenirs
En 2006 comenzó a grabar Souvenirs, su segundo disco de estudio. Se trata de un trabajo más amplio temática y estilísticamente en comparación con su predecesor. Souvenirs está integrado por 13 canciones y un tema instrumental, todos de su autoría en letra y música.
Al igual que Espejismos, fue grabado en el Estudio Del Cordón de Montevideo por Luis Restuccia y Pablo Macedo. En la grabación participaron entre otros, Gustavo Etchenique, Guzmán Peralta, Gastón Contenti (enlace roto disponible en Internet Archive; véase el historial, la primera versión y la última)., Fernando Cabrera, Ana Prada y Mauricio Ubal. Algunos de los temas que lo integran son "Aire de diciembre", "Un poco de fe", "Souvenirs" y "La luz del sol".
 "Se destaca la relación ágil, fluida, entre texto y música, con los juegos de acentos verbales que ayudan a avivar las melodías, la ubicación a veces medio torcida o anticipada de algunas rimas, las prolongaciones inesperadas de la métrica o imbricaciones de frases. Las letras están urdidas con fina artesanía y muchos toques ingeniosos (...) Algunas de sus bellas melodías se amparan en finos detalles armónicos. Darío Iglesias tiene una voz firme, una emisión segura y sin afectaciones que funciona bien en los momentos intimistas y aterciopelados y también cuando larga la voz fuerte hacia los agudos, con un discreto filo roquero.
Este disco, vigoroso y lírico a la vez, confirma a Darío Iglesias como una de las voces más sólidas entre los cantautores treintañeros uruguayos, definiendo un nicho de acción propio, cada vez más netamente personal y maduro".
"...marca el trabajo de una voz personal y atendible entre tanta fórmula vacía para hacer pogo".

### El cielo en la ventana
En julio de 2013 el sello Ayuí edita el disco El cielo en la ventana. Está integrado por un total de 13 temas (12 canciones y un tema instrumental) y en el mismo participan Hugo Fattoruso, Gustavo Etchenique, Roberto Heredia, Sebastián Pereira, y Santiago Montoro, entre otros. Es el primer álbum en el que Darío toca todos los teclados excepto en el tema "Será mejor", a cargo de Hugo Fattoruso. Es un trabajo que busca sonoridades nuevas con respecto a los anteriores. Además de guitarras, teclados y las usuales armónicas, por primera vez Darío toca Ukulele y accesorios de percusión ("Hawaii", "Alguien ahí afuera", "Calle de los suspiros") y aparece el uso de programaciones en algunas canciones ("En el camino", "Invernal").
La grabación de El cielo en la ventana comenzó a fines de 2011 en el estudio "Del Cordón" y luego se trasladó al estudio Aceituna Brava con la asistencia técnica de Santiago Montoro quien además tocó las guitarras eléctricas del disco. 
"...su evolución se da en el sentido cada vez más neto y explícito hacia cierta veta del pasado - el pop de los primeros setenta-, (...) lo de pop no va en el sentido de ligerito, sino en el de prolijo: la rama de la herencia beatle que se mantuvo apegada a los límites de la canción breve, bien hecha, esquivando los aspectos descabellados, agresivos o experimentales del rock, pero que eran, en definitiva una veta más del rock, con sus letras conceptuales o confesionales, su concepción artística, su ideal de intensidad emotiva." 
"Cada una de las músicas tiene una personalidad fuerte y, luego de escucharlas, varios de los giros melódicos quedan retumbando en la memoria durante días. Los arreglos suelen ir por caminos seguros pero muy bien dominados y siempre suenan. (...) "Darío Iglesias tiene una solvencia notable como cantante y ejecutante de diversos instrumentos, y el disco cuenta con un grupo base excelente"
"Ahora Iglesias expone "El cielo en la ventana" y no sólo reitera o subraya su talento incuestionable, sino que lo acrecienta (...) a través de componentes que van desde la poesía, pasando por las melodías, las secciones rítmicas y el soporte de músicos que acompañan la idea con gran sentido de profesionalidad y buen gusto" "Iglesias vuelve a convencernos de su talento para componer, cantar (posee un registro muy particular) y tocar "de todo" "
"este cancionista(...)se afianza en la canción testimonial con un evidente talento para navegar en ese pop autóctono reconocible en las baladas desgarradas de Darnauchans, en el ska guitarrero del Galemire de los 80, en el Cabrera eléctrico de "Buzos azules" y "Autoblues". Las canciones de Iglesias suenan rotundamente montevideanas (...)" "...un trabajo compacto, con buenos temas..." "
En 2013 integró el ciclo 5 de “Autores en vivo” de AGADU, el cual se estrenó en 2015 en la televisión de Uruguay.
En octubre de 2016 se editó Algunos cuentos, algunas canciones, el primer libro de relatos de Darío Iglesias. El mismo incluye además una selección de letras de canciones.

### Cuando el mundo gire
"Cuando el mundo gire" es el más reciente trabajo de Darío Iglesias. Se trata de una colección de 10 canciones y un tema instrumental, todos de su autoría en letra y música. Fue grabado entre 2016 y 2019 en el estudio Haulpan de Montevideo y en él participaron cerca de 50 músicos, entre instrumentistas y cantantes. 
Fue publicado de manera independiente en plataformas digitales en 2020.

## Discografía solista
- Espejismos (Ayuí. 2002)
- Souvenirs (Ayuí. 2007)
- El cielo en la ventana (Ayuí. 2013)
- Cuando el mundo gire (Edición independiente. 2020)

## Discografía como intérprete
- Leonardo Kammermann de Leonardo Kammermann (Edición independiente. 2001)
- El ángel azul de Eduardo Darnauchans (Ayuí. 2005)
- Alter de Walter Bordoni (Ayuí. 2006)
- Eduardo Rivero Dragonetti canta Nápoli de Eduardo Rivero (Perro Andaluz. 2013)
- Gato Eduardo es Montevideo en blues de Gato Eduardo (Edición independiente. 2014)
- Tardes infinitas de Coro Giraluna (Edición independiente. 2016)
- Mentira de Javier Zubillaga (Edición independiente. 2017)
- Naif de Maxi Suarez (Bizarro. 2019)
- Septiembre de Jorge Velázquez (Edición independiente. 2019)
- 40 días y 40 noches de Jorge Caétano (Edición independiente. 2023)